# Totò che visse due volte
Totò che visse due volte è un film del 1998 diviso in tre episodi, numerati e senza titolo, scritto e diretto dal duo Ciprì e Maresco.

## Trama

### Primo episodio
Paletta, scemo del villaggio deriso e umiliato da tutti, conduce la sua triste e solitaria esistenza cercando di dare sfogo al suo irrefrenabile impulso sessuale. Grande frequentatore di squallide proiezioni porno, cerca di approfittare dell'arrivo di una prostituta per riuscire finalmente ad avere un rapporto sessuale con una donna. Paletta, poveraccio fallito, perennemente rimproverato dalla vecchia madre, non possiede la somma di denaro necessaria. Ma l'occasione è grande così come è grande il desiderio di possedere la prostituta: Paletta concepisce di compiere il gesto estremo di rubare le offerte da una edicola votiva costruita dal boss mafioso locale per onorare la memoria della sua defunta madre.
Avendo finalmente a disposizione il denaro necessario per pagare la prostituta, Paletta si reca nell'abitazione della stessa aspettando il proprio turno (intanto si sentono dei minacciosi tuoni, il cui rumore sembra redarguire tutti i clienti...), quando irrompono improvvisamente dei rapinatori armati di coltello che derubano tutti i clienti e fuggono. Paletta vede quindi svanire il suo progetto e nel frattempo il boss riesce a risalire all'autore del furto dell'edicola votiva: il povero Paletta, oltre al danno subito, affronterà anche la punizione del boss, come un Cristo che va incontro al suo calvario.

### Secondo episodio
Il secondo episodio è incentrato sulla veglia funebre di Pitrinu, omosessuale di mezza età distinto e benestante. Accanto al letto di morte sono presenti la vecchia madre di Pitrinu, altre anziane donne e parenti e il violento Bastiano, fratello del morto, contrariato dall'omosessualità del defunto. Fefè, compagno di Pitrinu, ricorda gli attimi in cui conobbe e finse di innamorarsi dello scomparso, giurandogli amore eterno. Ma è molto titubante a presentarsi presso la veglia funebre, temendo la reazione di Bastiano.
Costretto ad andare da due amici del morto, con la madre del defunto che vede ripagata la sua attesa, viene minacciato e apostrofato sgarbatamente da Bastiano. Ma davanti al morto i romantici ricordi poco prima rievocati sembrano svaniti e prende corpo un crescente senso di recriminazione e rifiuto verso Pitrinu e il tempo speso in sua compagnia. In un crescendo di rancore alla fine Fefè, che contrariamente a Pitrinu era un miserabile che a stento riusciva a mangiare, colto da un raptus ruba un prezioso anello dal dito del morto, ruba il cacio di Bastiano per sfamarsi e fugge dall'abitazione. Tornato presso la sua abitazione, Fefè mangia parte del cacio e, dopo aver insultato la memoria del defunto, si corica a letto. Nella notte la casa è invasa da ratti, che divorano il formaggio e ricoprono uno sbalordito Fefè.

### Terzo episodio
Il terzo episodio è una rilettura degli ultimi giorni di vita del Messia. Un improbabile angelo disceso in terra sottrae una gallina dalle grinfie di un minorato mentale che la sta violentando, quindi la custodisce gelosamente per sé. Un losco figuro gli si fa incontro per rubargliela a sua volta e lo colpisce in testa con una pietra. Appena ripresosi, l'angelo continua il suo cammino e si trova in un logoro edificio circondato da un gruppo di obesi che gli strappano le ali sodomizzandolo a turno brutalmente. Alla violenza partecipa anche l'handicappato che nello sviluppo del film violenterà pure una statua della Madonna. Nel frattempo Totò, un vecchio Messia dal carattere burbero, attraversa i luoghi desolati e degradati controllati dalla mafia, accompagnato da un pedante nano gobbo, Giuda, che gli chiede in continuazione di essere miracolato per potere finalmente trovare una donna.
Un giorno viene convinto dalla famiglia di Lazzaro a resuscitare il familiare sciolto nell'acido dal vecchio boss Don Totò, ma Lazzaro già appena resuscitato comincia a meditare vendetta correndo per strada come un forsennato. Le uccisioni dei luogotenenti del clan di Don Totò si susseguono a ritmo vertiginoso e allora il vecchio boss ordina ai suoi "mandatini" di indagare su come Lazzaro sia potuto tornare nuovamente in vita. Il nano deforme Giuda (che da tempo meditava vendetta perché non guarito dal Messia dalle sue deformità) tradisce Totò e rivela a Don Totò della risurrezione di Lazzaro da parte del Messia; il boss gli concederà in cambio un rapporto sessuale con una prostituta.
Siamo all'Ultima Cena: gli apostoli, volgari e avvezzi al mangiare e al bere, non attendono nemmeno il ritorno in tavola del Messia, allontanatosi momentaneamente per andare a "pisciare", che cominciano a consumare l'ultimo pasto. Nel bel mezzo della cena Giuda si alza e bacia Totò che viene immediatamente portato via da sinistri figuri. Per un attimo gli apostoli cessano di mangiare e cadono in silenzio; uno di loro esclama il classico detto siciliano "agneddu e sucu e finiu u vattiu!", scatenando l'ilarità generale, per poi continuare a bere e mangiare. Totò viene interrogato faccia a faccia dal vecchio boss Don Totò, che alla fine lo fa sciogliere immergendolo in una vasca da bagno colma di acido. Tre croci si elevano sul monte, i condannati sono Paletta, Fefè e l'handicappato violentatore della gallina, dell'angelo e della statua della Madonna.

## Analisi
(Ciprì e Maresco)
È ambientato in una Palermo mostruosa e apocalittica piena di personaggi grotteschi e blasfemi. Il film vive in un contrasto tra materialismo, nichilismo nietzschiano e forte connotazione escatologica, non mancando nemmeno di messaggi morali, che uno spettatore attento può cogliere in un contesto di apparente contraddizione.
Il tema che unisce i tre episodi è appunto la morte di Dio, ed il pessimismo nei confronti di un futuro in cui il genere umano sembra non nutrire speranza, occupato com'è nel soddisfare solamente i propri istinti e bisogni naturali.
Tuttavia è possibile "udire" un grido disperato di aiuto, che tra l'altro sembra cadere nel vuoto soffocato dagli stessi esseri umani. Nel terzo episodio, in particolare, la contrapposizione tra Totò (una sorta di Messia molto umanizzato) e il boss mafioso Don Totò, entrambi interpretati da Salvatore Gattuso, simboleggia il contrasto tra il male e il bene insiti nell'essere umano con l'inevitabile prevalere del male e della violenza.
Scene emblematiche sono quelle del boss mafioso che fa sciogliere il profeta nell'acido, quella dell'angelo a cui vengono strappate le ali e che viene violentato, e quella del minorato psichico che implora amore dalla Madonna (Madre di tutte le madri) violentando una sua statua in legno.
Nel documentario Come Inguaiammo il cinema italiano gli autori raccontano di aver originariamente proposto il ruolo di Don Totò a Ciccio Ingrassia, il quale avrebbe rifiutato per via della sua scelta di abbandonare il mondo del cinema.

## Controversie
Finanziato con contributi pubblici in quanto ritenuto di "interesse culturale nazionale" (1178 milioni di L.), il film alla vigilia della sua uscita nelle sale fu dichiarato "vietato a tutti" dalla censura italiana. Tra le motivazioni addotte per la mancata concessione del nulla osta, la Commissione di revisione cinematografica giudicò il film degradante per "la dignità del popolo siciliano, del mondo italiano e dell'umanità", offensivo del buon costume, con esplicito "disprezzo verso il sentimento religioso" e contenente scene "blasfeme e sacrileghe, intrise di degrado morale". Successivamente venne sbloccato in appello.
Con appena 6422 spettatori e un incasso di 68 milioni di L. nei primi tre giorni di programmazione cinematografica, tenendo conto anche della distribuzione molto limitata e il divieto ai minori di 18 anni, il film non ebbe grande successo al cinema. A dispetto di ciò fu sollevato un ampio dibattito sulla moderna funzione e utilità della censura, che portò all'approvazione di un disegno di legge volto ad abolire la censura preventiva imposta a un pubblico maggiorenne. Da un lato uomini politici quali il senatore di Alleanza Nazionale Michele Bonatesta e associazioni cattoliche varie invitarono a boicottare il film ritenuto blasfemo e sacrilego, dall'altro politici tra cui Walter Veltroni (che propose il disegno di legge per l'abolizione della censura) e intellettuali vari sostennero la piena libertà di espressione e il diritto di libera scelta individuale di un adulto maggiorenne.

## Critica
Seguono alcuni tra i principali pareri della critica:
- Lietta Tornabuoni, La Stampa[7]:

- Irene Bignardi, la Repubblica[9]:

- Il Morandini[10]:

- Il Farinotti[10]:

- FilmTV.it[11]:

- Giovanni Bogani[12]: